# 216 هـ
216 هـ هي سنة في التقويم الهجري امتدت مقابلةً في التقويم الميلادي بين سنتي 831 و832.

## مواليد
- محمد بن إسحاق السراج

## وفيات
- زبيدة بنت جعفر
- عبد الملك الأصمعي
- الأصمعي